# Ion Dândăreanu
Ion Dândăreanu (n. 20 octombrie 1925 – d. noiembrie 2005) a fost un general român, care a îndeplinit funcția de comandant al Armatei a II-a, dislocată în garnizoana Buzău (1980-1990).

## Biografie
S-a născut la 20 octombrie 1925 la Frătești, județul Giurgiu.
A absolvit cursurile Școlii de Ofițeri de Artilerie (1948 - 1949), Academiei Militare Generale - Facultatea de Artilerie (1950 - 1952) și Cursului Postacademic superior (1964). Locotenent colonel - 1962, colonel - 1967, general-maior (cu o stea) – 21 august 1979, general locotenent - august 1984.
Șef de stat major al Regimentului 123 V.M. (1952 - 1956), ofițer la Secția operații a Regiunii a 3-a Militare, șef de stat major al Brigăzii 2 V.M. (octombrie 1964 - 1969), șef al Secției operații (1969 - 1976) și locțiitor al comandantului Armatei a 3-a (1976 - 1980).
În baza Decretului Prezidențial nr. 80 din 17 aprilie 1980, generalul Ion Dândăreanu a fost numit în funcția de comandant al Armatei a II-a, dislocată în garnizoana Buzău. A fost înaintat la gradul de general-locotenent (cu 2 stele) în 23 august 1984.
A fost trecut în rezervă cu gradul de general-locotenent (cu 2 stele) la 24 februarie 1990.
Generalul-maior (r) Ion Dândăreanu a încetat din viață în noiembrie 2005.